# 横手千代之助
横手 千代之助（よこて ちよのすけ、明治4年1月15日（1871年3月5日） - 昭和16年（1941年）11月14日）は日本の衛生学者。東京帝国大学医学部教授。
1894年東京大学医科大学卒業後、直ちに衛生学助手、1898年に助教授となり、1908年に衛生学二代教授となった。なお初代教授は緒方正規である。東京市衛生試験所技師、伝染病研究所技師などを兼任。1931年に退官。その後、上海自然科学研究所所長となった。
学校や工場などの環境衛生の向上を提唱した。